# 契月
木村契月（きむらけいつき、1970年7月20日 - ）は、日本のモデル、俳優、実業家。愛知県出身。身長188cm。体重74kg。血液型はA型。
趣味はゴルフ

## 人物
名城大学出身。雑誌『Gainer』や『MEN'S NON-NO』、ミラノコレクション、パリコレクションのメンズモデルとして活躍。
現在はモデル業と並行し、株式会社KIDS HOLDINGS 代表取締役社長を務める。

## 出演

### テレビドラマ
- お見合い放浪記（2002年10月7日 - 全20回、NHK）
- おとり捜査官・北見志穂 第6作（2004年3月13日、テレビ朝日）

### 映画
- シナリオライター
- TOKYO 10+01（2002年） -トール（パチンコ屋荒らし） 役

### CM
- 日産「ブルーバード」
- アサヒビール「アサヒスーパードライ」
- トヨタ「オーリス」
  - 『オーリスデビュー篇』横町慶子、渋谷亜希、鮫島正樹、黄前ナオミ などと共演（2006年）
  - 『ドライビングプレジャー篇』横町慶子、渋谷亜希、鮫島正樹、黄前ナオミ などと共演